# 汉斯-约瑟夫·比斯肯
汉斯-约瑟夫·比斯肯（德語：Hans-Josef Büsken，20世纪—），德国男子赛艇运动员。他曾代表西德参加奥地利菲拉赫举办的1976年世界赛艇锦标赛，获得男子轻量级八人单桨有舵手金牌。